# Malacca
La Malacca (in malese, Melaka) è uno degli stati della Malaysia. Misura 1.720 km² (equivalente a circa lo 0,5% dell'intero territorio federato), con circa 930.000 abitanti (al 2019). Le principali risorse economiche della Malacca sono, oltre all'agricoltura, la produzione di caucciù e di stagno.
È situata nella zona sud-occidentale della penisola malese (o penisola di Malacca). Estesa su una regione pianeggiante, si affaccia sullo Stretto di Malacca e l'isola di Sumatra. La regione è suddivisa amministrativamente in tre distretti, Malacca centrale, Alor Gajah e Jasin. Appartengono al suo territorio anche le isole Pulau Besar, Pulau Upeh e di Tanjung Tuan. Capitale è la città di Malacca.

## Storia

### Sultanato di Malacca
Prima della creazione del Sultanato di Malacca la regione era una semplice comunità di pescatori, abitata da popolazioni indigene. Il Sultanato venne fondato secondo le cronache dal principe Parameswara, un nobile originario del regno di Srivijaya costretto ad andare in esilio a Sumatra a seguito dell'invasione da parte del regno di Majapahit nel 1377. Giunto nella regione Parameswara trovò una baia adatta per costruire un porto facilmente accessibile in tutte le stagioni e strategicamente posizionato in un punto facilmente raggiungibile dallo stretto di Malacca. Nel 1414 Parameswara si convertì all'islam ed accolse un'ingente comunità di cinesi provenienti in gran parte dalle flotte imperiali e mercantili.
Nel 1511 il Sultanato venne conquistato dai portoghesi che ne invasero il territorio per espandere i propri interessi commerciali nella regione.

## Distretti
La Malacca è suddivisa in tre distretti:
|   | Distretto                     | Capoluogo  | Area (km²) | Popolazione (2010) |
| - | ----------------------------- | ---------- | ---------- | ------------------ |
| 1 | Distretto di Malacca Centrale | Malacca    | 214        | 484 885            |
| 2 | Distretto di Alor Gajah       | Alor Gajah | 903        | 173 712            |
| 3 | Distretto di Jasin            | Jasin      | 677        | 131 539            |